# Дім молитви Першої Одеської Церкви ЄХБ
Дім молитви Першої Одеської Церкви Євангельських Християн-Баптистів — церква збудована 1996 року за проєктом Маркоза Васильовича Мурманова. Будівництво було розпочато у 1992 році та здійснювалося на добровільні пожертви як членів церкви, так і вірних різних країн світу.
Дім молитви розташований в історичному районі Одеси «Молдаванка» по вул. Картамишевській, 8. Церкву будували дуже близько до вежі на вулиці Картамишевській, яка використовувалася для придушення сигналів іноземних радіостанцій (так звана «глушилка»).